# Halirages quadridentatus
Halirages quadridentatus är en kräftdjursart som beskrevs av Sars 1876. Enligt Catalogue of Life ingår Halirages quadridentatus i släktet Halirages och familjen Calliopiidae, men enligt Dyntaxa är tillhörigheten istället släktet Halirages och familjen Eusiridae. Arten har ej påträffats i Sverige. Inga underarter finns listade i Catalogue of Life.